# العذراء الحمقاء (فلم 1924)
العذراء الحمقاء (بالإنجليزية: The Foolish Virgin) فيلم رومانسي أمريكي صامت. عُرض عام 1924. من بطولة إلين هامرستاين.

## روابط خارجية
- العذراء الحمقاء على موقع IMDb (الإنجليزية)
- العذراء الحمقاء على موقع أول موفي (الإنجليزية)
- العذراء الحمقاء على موقع قاعدة بيانات الفيلم (الإنجليزية)
- العذراء الحمقاء على موقع ليتربوكسد (الإنجليزية)